# Punjab Kings
A Punjab Kings (pandzsábi nyelven: ਪੰਜਾਬ ਕਿੰਗਜ਼, nevének jelentése: „pandzsábi királyok”, korábbi nevén: Kings XI Punjab) a legnagyobb indiai Húsz20-as krikettbajnokság, az Indian Premier League egyik résztvevő csapata. Otthona a Pandzsáb állam fővárosa, Csandígarh mellett fekvő Moháli, hazai pályája az Indradzsít Szingh Bindra Stadion. Címerük piros és fehér színekből áll, fő elemei egy nagy Punjab Kings felirat és alatta egy jobbra néző, bömbölő oroszlánfej.

## Története
Miután 2007-ben az alapítók megálmodták az Indian Premier League nevű krikettbajnokságot, szükség volt nyolc csapat megalapítására is, amelyek majd az IPL-ben versengenek. Ennek céljából 2008 elején egy árverést tartottak, ahol a pandzsábi csapatot, amelyet végül Kings XI Punjabnak neveztek el, 3,04 milliárd rúpiáért vette meg Mohit Burman, Nesz Vádija, Príti Zinta és Karan Paul.
Az első szezonban jól kezdtek, de nem tudtak tartós sikereket elérni, hiányzott a csapatból egy stabil mag. 2010 októberében ráadásul az IPL irányító testülete részvényesi és tulajdonosi normák állítólagos megsértésére hivatkozva kizárta (a Rajasthan Royalsszal együtt) a Kingst csapatát a bajnokságból, igaz, az ügy a bíróságon úgy végződött, hogy mégsem kellett kihagyniuk a következő szezont. A 2011-es játékosárverésen való részvételükre azonban kihatással volt az ügy: egyetlen játékosukat sem tartották meg, Michael Bevan edzőt pedig mindössze négy nappal az árverés előtt nevezték ki.
Néhány középszerű év után 2014-ben egy erősebb keretet tudtak összevásárolni, edzőnek pedig megtették Szandzsaj Bángart: az alapszakaszt ebben a szezonban az első helyen zárták, igaz, bajnokok mégsem lettek, mert végül a döntőben kikaptak a Kolkata Knight Riderstől. Ezek után a Húsz20-as bajnokok ligájában is bejutottak az elődöntőbe, de a következő években ismét nem értek el nagyobb sikereket, például 2015-ben és 2016-ban is az utolsó helyen végeztek az IPL-ben.
2021 februárjában jelentették be, hogy az eddigi Kings XI Punjab nevet az egyszerűbb Punjab Kingsre változtatják.

## Eredményei az IPL-ben
| Év   | Alapszakasz-helyezés | Eredmény a rájátszásban |
| ---- | -------------------- | ----------------------- |
| 2008 | 2. hely              | Elődöntős               |
| 2009 | 5. hely              |                         |
| 2010 | 8. hely              |                         |
| 2011 | 5. hely              |                         |
| 2012 | 6. hely              |                         |
| 2013 | 6. hely              |                         |
| 2014 | 1. hely              | 2. hely                 |
| 2015 | 8. hely              |                         |
| 2016 | 8. hely              |                         |
| 2017 | 5. hely              |                         |
| 2018 | 7. hely              |                         |
| 2019 | 6. hely              |                         |
| 2020 | 6. hely              |                         |
| 2021 | 6. hely              |                         |
| 2022 | 6. hely              |                         |
| 2023 | 8. hely              |                         |
| 2024 | 9. hely              |                         |
| 2025 | 1. hely              | 2. hely                 |